# Chiesa di Santa Maria Maddalena (Aviano)
La chiesa di Santa Maria Maddalena è la parrocchiale di Villotta, frazione di Aviano, in provincia di Pordenone.  Fa parte della forania dell'Alto Livenza nella diocesi di Concordia-Pordenone e risale al XIX secolo.